# Каммингс, Роберт (актёр)
Кларенс Роберт Орвилл Каммингс (англ. Charles Clarence Robert Orville Cummings; Clarence Robert Orville; 9 июня 1908, Джоплин — 2 декабря 1990) — американский актёр, режиссёр и продюсер.

## Биография
Родился в семье хирурга Чарльза Кларенса Каммингса. Его крёстный отец — О́рвилл Райт, с юношеского возраста обучал Роберта воздухоплаванию. После прохождения профессионального обучения и процедуры лицензирования, Каммингсу был выдан сертификат пилота-инструктора за номером 1, что делает его первым официальным инструктором полётов в США. В 1929 году семья Каммингсов потерпела серьёзный финансовый крах на фондовом рынке. Роберт был вынужден оставить дорогостоящее увлечение самолётами, но неожиданно увлёкся драматическим искусством. С 1931 года играл в Бродвейских постановках, часто исполнял роли персонажей-англичан, успешно имитируя британский акцент.
В 1934 году переехал в Голливуд и уже в следующем году получил дебютную роль в кино. Первого большого успеха достиг в 1939 году в фильме «Three Smart Girls Grow Up» в дуэте с Диной Дурбин. В ноябре 1942 года Каммингс поступил на службу в военно-воздушные силы армии Соединенных Штатов, где служил лётчиком-инструктором. После завершения войны продолжил активно сниматься в кино. Был востребован и как комедийный, и как драматический актёр. Наибольшей известности достиг в сотрудничестве с Альфредом Хичкоком («Диверсант» (1942); «В случае убийства набирайте «М»» (1954).
С 1952 года начал продолжительную карьеру актёра телевидения. Его роль Присяжного заседателя № 8 в первой телевизионной постановке «Двенадцати разгневанных мужчин» получила премию «Эмми». Каммингс активно снимался до середины 1970-х годов. За продолжительную карьеру актёр создал более 100 ролей.
2 декабря 1990 года Каммингс умер от почечной недостаточности в больнице Вудленд-Хиллз, Калифорния.

## Фильмография
- 1938 — Ты и я / You and Me
- 1939 — Рио / Rio
- 1940 — Одна ночь в тропиках / Стив Харпер
- 1940 — Весенний вальс / Spring parade
- 1941 — Всё началось с Евы
- 1942 — Диверсант / Saboteur
- 1946 — Погоня / The Chase
- 1947 — Потерянное мгновение / The Lost Moment
- 1948 — Спи, моя любовь / Reign of Terror
- 1949 — Господство террора / Sleep, My Love
- 1954 — В случае убийства набирайте «М» / Dial M for Murder
- 1963 — Пляжная вечеринка / Beach Party

## Награды
За свой вклад в развитие киноиндустрии Роберт удостоен Звезды на Аллее Славы в Голливуде.